# Доблестным борцам за власть Советов (памятник)

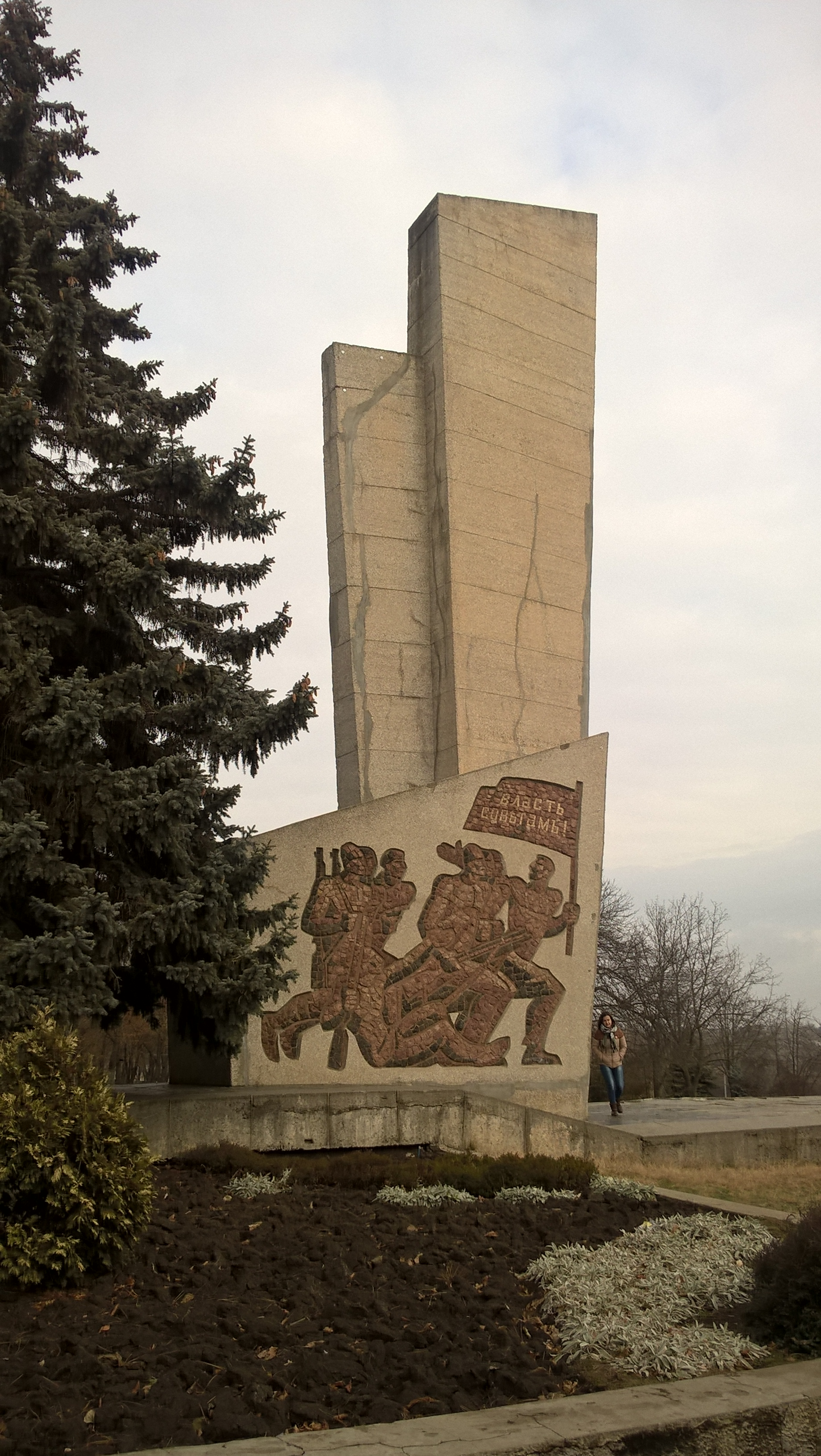

Памятник «Доблестным борцам за власть Советов» сооружён в приднестровском городе Бендеры в 1969 году в честь 50-летия Бендерского вооружённого восстания против так называемой румынской оккупации.
Расположен на берегу Днестра. Высота — 18 метров. На цоколе памятника с двух сторон помещены стилизованные изображения эпизодов революционной борьбы из цветной гранитной мозаики. Решённый в свободных асимметричных формах, он напоминает группу знамён с развёрнутыми ветром полотнищами.
- Архитектор В. Меднек.
- Художник М. Буря.